# Club 3000-300
Le club 3000-300 se dit des joueurs des ligues majeures de baseball qui ont frappé 3000 coups sûrs et 300 coups de circuit. Cette statistique est un moyen d'évaluer la puissance et la durabilité du joueur. La majorité de ces joueurs se retrouvent au Temple de la renommée du baseball.

## Classement par nombre de coups sûrs
Joueurs actifs en italique. Statistiques des matchs du 5 mai 2019.
| Joueur           | Coups sûrs | Coups de circuits |
| ---------------- | ---------- | ----------------- |
| Hank Aaron       | 3771       | 755               |
| Stan Musial      | 3630       | 475               |
| Carl Yastrzemski | 3419       | 452               |
| Willie Mays      | 3283       | 660               |
| Eddie Murray     | 3255       | 504               |
| Cal Ripken       | 3184       | 431               |
| Adrián Beltré    | 3166       | 477               |
| George Brett     | 3145       | 317               |
| Alex Rodriguez   | 3115       | 696               |
| Dave Winfield    | 3110       | 465               |
| Albert Pujols    | 3102       | 638               |
| Rafael Palmeiro  | 3020       | 569               |
| Al Kaline        | 3007       | 399               |

## Classement par nombre de coups de circuit
Joueurs actifs en italique. Statistiques des matchs du 5 mai 2019.
| Joueur           | Coups de circuits | Coups sûrs |
| ---------------- | ----------------- | ---------- |
| Hank Aaron       | 755               | 3771       |
| Alex Rodriguez   | 696               | 3115       |
| Willie Mays      | 660               | 3283       |
| Albert Pujols    | 638               | 3102       |
| Rafael Palmeiro  | 569               | 3020       |
| Eddie Murray     | 504               | 3255       |
| Adrián Beltré    | 477               | 3166       |
| Stan Musial      | 475               | 3630       |
| Dave Winfield    | 465               | 3110       |
| Carl Yastrzemski | 452               | 3419       |
| Cal Ripken       | 431               | 3184       |
| Al Kaline        | 399               | 3007       |
| George Brett     | 317               | 3154       |

## Absences notables
Joueurs qui ont 290 coups de circuit et 2900 coups sûrs.
- Barry Bonds 762 coups de circuit, 2935 coups sûrs
- Rickey Henderson 297 coups de circuit, 3055 coups sûrs
- Rogers Hornsby 301 coups de circuit, 2930 coups sûrs
- Frank Robinson 586 coups de circuit, 2943 coups sûrs
- Al Simmons 307 coups de circuit, 2927 coups sûrs

## Référence
- (en) Site des ligues majeures (section statistiques historiques)